# الحماية (فلم)
الحماية (بالإنجليزية: The Protégé) فيلم أكشن وجريمة وإثارة أمريكي 2021  من إخراج مارتن كامبل، وكتبه ريتشارد وينك، وبطولة مايكل كيتون، وماجي كيو، وصامويل إل جاكسون. ينقذ القاتل المحترف مودي الطفلة آنا عندما كانت طفلة وتصبح القاتلة الأكثر مهارة في العالم، وعندما يتم قتل مودي بوحشية، تتعهد بالانتقام للرجل الذي علمها كل ما تعرفه. أصدرت شركة ليونز جيت الفيلم بالولايات المتحدة في 20 أغسطس 2021.  
تلقى الفيلم آراء مختلفة من النقاد، وربح 6 ملايين دولار.

## طاقم التمثيل
مايكل كيتون: في دور مايكل رامبرانت
ماجي كيو: في دور آنا داتون
إيفا نجوين ثورسن: في دور الشاب آنا دوتون
صامويل ل.جاكسون: في دور مودي داتون
روبرت باتريك: في دور بيلي بوي
باتريك مالاهايد: في دور فول
ديفيد رينتول: في دور إدوارد هايز
أوري بفيفر: في دور أثينا
راي فيرون: في دور دوكيه
كارولين لونك: في دور كلوديا
فلورين بيرسيك جونيور: في دور رام
تيودور شيريلو: في دور بيترو
فيليزار بينيف: في دور دون بريدا
جورج بيتيريانو: في دور فالي
الكسندرو بورديا: في دور والد آنا
تانيا كيلر: في دور والدة آنا

## أحداث الفيلم
نشأت آنا داتون (ماجي كيو) القاتلة المحترفة على يد مودي داتون (صامويل ل. جاكسون) بعد أن التقطها في أعقاب مذبحة في مدينة دا نانغ في فيتنام، حيث قتلت أربعة رجال اختطفوها وقتلوا عائلتها. يسافر مودي مع ربيبته آنا حول العالم لتنفيذ عقود قتل رفيعة المستوى، ويستقروا في إنجلترا حيث تدير آنا متجرًا للكتب النادرة. تقتل آنا ومودي زعيم مافيا روماني من خلال أخذ ابنه رهينة واستخدامه كطعم. يأتي مايكل رامبرانت (مايكل كيتون) إلى متجر آنا بحجة شراء هدية. تعود آنا إلى مودي بهدية في عيد ميلاده السبعين، وفي اليوم التالي تجده مقتولاً بوحشية، وتقرر آنا الانتقام، وتعتقد أن إدوارد هايز متورط في أغتيال مودي، لذلك تقرر تعقبه في فيتنام. أثناء وجودها هناك تعلم عن فول (باتريك مالاهايد) مساعد إدوارد هايز، وتحدد لقاء معه ولكن دوكيه (راي فيرون) يقتله قبل أن يبوح بأي شيء، ويعذبها ليعرف لماذا تبحث عن ابن إدوارد هايز. يزور رامبرانت آنا في الزنزانة ويقول إنه، مثل دوكيه، يعمل مع نفس الشخص، لكنه له أساليبه المختلفة. يرسل دوكيه رجاله لزنزانة آنا لشنقها لكنها تتغلب عليهم وتقتلهم.
تلتقي آنا في موعد عشاء مع رامبرانت، وأثناء مغادرته يدخل في معركة شوارع مع بلطجية محليين استأجرهم دوكيه لقتله ولكنه ينجو، وفي هذه الأثناء، تقتل آنا دوكيه. يصل رامبرانت ويرى شنق دوكيه، ولا يدرك أن آنا نصبت له كمينًا ويتقاتل الأثنين ولكن في النهاية يقرروا ممارسة الجنس. يطلق أحد رجال إدوارد النار على آنا أثناء سيرها، ويظهر مودي، الذي يبدو أنه مازال على قيد الحياة وينقذها. يكشف لها مودي أنه زيف وفاته.
يقيم إدوارد مأدبة عشاء ويتخذ الاحتياطات القصوى لمنع أي اقتحام. تتنكر آنا في هيئة نادلة، وعندما تحاول اغتيال إدوارد يتصدى لها رامبرانت. تهرب آنا أثناء الفوضى التي تحدث، لكن رامبرانت يتبعها. في هذه الأثناء، يتسلل مودي إلى مخبأ إدوارد. يكشف إدوارد أنه زيف موته لحماية ابنه، وتلوذ آنا بالفرار من المأدبة بعد أن فجر مودي قنبلة تسفر عن موته مع إدوارد. يتلقى رامبرانت رسالة نصية من آنا ويذهب إلى الإحداثيات الواردة في الرسالة النصية، ويجد آنا. يصوبون أسلحتهم على بعضهم البعض، ويسمع اطلاق رصاصتين؛ بعدها تغادر آنا المكان وحدها.

## الإنتاج والإصدار
ُعلن أن الممثلة الصينية غونغ لي قد انضمت إلى طاقم الفيلم في أكتوبر 2017، وكان عنوان الفيلم المقرر هو «آنا». أُعلن في نوفمبر 2019 ان الإخراج من نصيب مارتن كامبل ومن سيناريو لريتشارد وينك، ثم تم الإعلان عن انضمام مايكل كيتون وصامويل إل جاكسون وماجي كيو إلى طاقم الفيلم. بدأ التصوير الرئيسي في يناير 2020 وتغير عنوان الفيلم إلى «الأصل» وتم التصوير في بوخارست ولندن ودا نانج.
أصدرت شركة ليونز جيت الفيلم  إلى دور العرض الأمريكية في 20 أغسطس 2021 بعد أن كانت النية متجهة إلى إصداره في 23 أبريل 2021.

## استقبال الفيلم
صدر الفيلم في الولايات المتحدة وكندا مع صدور الأفلام (ذكريات Reminiscence) و (منزل الليل The Night House) و (دورية مخلب: الفيلم PAW Patrol: The Movie)، وكان من المتوقع أن يصل إجماليه إلى حوالي 5 ملايين دولار من 2577 داراً للعرض في عطلة نهاية الأسبوع الافتتاحية. حقق الفيلم 1.1 مليون دولار في يومه الأول، واستمر في الظهور لأول مرة إلى 2.9 مليون دولار فقط، واحتل المركز السابع في شباك التذاكر. انخفض الفيلم بنسبة 44٪ في عطلة نهاية الأسبوع الثانية إلى 1.6 مليون دولار.
منح موقع الطماطم الفاسدة الفيلم تقييماً مقداره 60% بناءاً على آراء 88 ناقداً سينمائياً، وكتب الإجماع النقدي للموقع: «ماجي كيو ما زالت تنتظر فيلم الحركة الذي يستحقها حقًا، ولكن حتى ذلك الحين، يظهر» الحماية«كضربة موفقة للمشاهد».
منح ميتاكريتيك الفيلم تقييماً مقداره 48% بناءاً على آراء 27 ناقداً سينمائياً.
منحت الجماهير التي استطلعت آراؤهم شركة «سينما سكور» الفيلم درجة (B) على مقياس من (+ A) (F)، بينما ذكرت خدمة استقصاء جماهير الأفلام لاستوديوهات الأفلام أن 76٪ من أعضاء الجمهور منحوا الفيلم درجة إيجابية، مع 50٪ قالوا أنهم يوصون بمشاهدته بالتأكيد.
كتب مارك زيروجيانيس من مجلة «تايكوندو لايف»: «هذا الفيلم الأنيق يجب أن يشاهده عشاق أفلام الحركة».

## وصلات خارجية
https://protege.movie/ الحماية (فيلم)
https://www.imdb.com/title/tt6079772/ الحماية (فيلم)
https://www.filmaffinity.com/us/film723578.html الحماية (فيلم)
https://letterboxd.com/film/the-protege/ الحماية (فيلم)
https://www.allmovie.com/movie/the-protege-v726327 الحماية (فيلم)
https://www.rottentomatoes.com/m/the_protege الحماية (فيلم)
https://www.rogerebert.com/reviews/the-prot%C3%A9g%C3%A9-movie-review-2021 الحماية (فيلم)